# Atlantic Southeast Airlines
Atlantic Southeast Airlines var et amerikansk flyselskab med hovedkvarter i College Park i Georgia. Selskabet fløj til 144 destinationer for Delta Connection og fra februar 2010 også for United Express. Det var ejet af SkyWest. ASA havde næsten 900 flyvninger om dagen. Selskabets hovedlufthavn var Hartsfield-Jackson Atlanta International Airport (ATL).